# 乙烯基环丁烷
乙烯基环丁烷是一种有机化合物，化学式为C6H10。它可由1,3-丁二烯和乙烯在一种有机铁化合物的催化下反应制得；或由1,3-丁二烯和乙烯酮，再经联氨还原得到。